# L'École ras-le-bol
Pour plus de détails, voir Fiche technique et Distribution.
L'École ras-le-bol (The Class of Miss MacMichael) est un film britannique réalisé par Silvio Narizzano, sorti en 1978.

## Fiche technique
- Titre original : The Class of Miss MacMichael
- Titre français : L'École ras-le-bol
- Réalisation : Silvio Narizzano
- Scénario : Judd Bernard (en) d'après le roman de Sandy Hutson
- Photographie : Alex Thomson
- Montage : Max Benedict (en)
- Musique : Stanley Myers
- Pays d'origine : Royaume-Uni
- Format : Couleurs - Mono
- Genre : comédie dramatique
- Durée : 90 minutes
- Date de sortie : 1978

## Distribution
- Glenda Jackson : Conor MacMichael
- Oliver Reed : Terence Sutton
- Michael Murphy : Martin
- Rosalind Cash : Una Ferrar
- John Standing : Charles Fairbrother
- Phil Daniels : Stewart
- Patsy Byrne : Mme Green
- Sylvia Marriott : Mme Wickens